# Leóni nyelv
A leóni nyelv (saját nevén llïonés) egy újlatin nyelvváltozat, amelyet a nyelvészek többsége az asztur-leóni nyelv nyugati változatának tart. Nincs önálló nyelvkódja, helyette az asztúriai nyelv kódjait használják (ast). A nyelvet Spanyolország León nevű tartományában (mely Kasztília és León autonóm közösség része), Zamora északnyugati felén, valamint Portugália Miranda nevű vidékén beszélik. Utóbbi nyelvjárás sztenderdizálásából jött létre a mirandai nyelv, melyet szintén az aszturleóni változatának tekintenek.
Az UNESCO veszélyeztetett nyelvként tartja számon. Beszélőinek száma 20 és 50 ezer fő körül van.

## Jellemzők

### Hangtan
|           |           | Ajak | Dentális | Fogmeder | Palatális | Veláris |
| --------- | --------- | ---- | -------- | -------- | --------- | ------- |
| Orrhang   | Orrhang   | m    |          | n        | ɲ         |         |
| Zárhang   | Zöngétlen | p    | t        |          | tʃ        | k       |
| Zárhang   | Zöngés    | b    | d        |          | ʝ~j       | g       |
| Réshang   | Réshang   | f    | θ        | s        | ʃ         |         |
| Laterális | Laterális |      |          | l        | ʎ         |         |
| Legyintő  | Legyintő  |      |          | ɾ        |           |         |
| Pergő     | Pergő     |      |          | r        |           |         |

|         | Palatális | Közép | Hátsó |
| ------- | --------- | ----- | ----- |
| Zárt    | i         |       | u     |
| Középső | e         |       | o     |
| Nyitott |           | a     |       |

A leóni nyelvben az öt magánhangzó bármelyike előfordulhat hangsúlyos formában. A hangsúlytalan pozíciókban a zárt és a középső magánhangzók közötti különbségek archifonémákhoz idomulnak.

## Nyelvtan
A leóni két nemet (férfi és nő), illetve két számot (egyes és többes) különböztet meg. A hímnemű főnév és melléknévi végződés -u egyes számban, többesszámban -os. A nőnemű végződés -a, többesszámban -as. Mindkét nemben előfordulnak -e végződésű főnevek, melyek többesszámú végződése -es.

## Nyelvi példa
Idézet A kis herceg c. regényből:
| Asztúriai | Leóni | Spanyol | Magyar |
| --- | --- | --- | --- |
| ¡Ah, principín! Pasu ente pasu fui enterándome de que la to vida yera de lo más murnio. En munchu tiempu nun tuvieres otra diversión que ver atapecer el sol. Dime cuenta d'ello al cuartu día cuandu me dixisti pela mañanina: ¡Cómu me presten les atapecíes! | ¡Ah, prencipicu!, asina cumprendí, puoco a puoco, la túa pequeiña vida melancólica. Por mueitu tiempu nu tuvisti por distraición outra cousa que'l dulzor de las rubianas. Percatéime d'este ñuevu detalle'l cuartu día a la meñana, cuando me dixisti: Préstanme mueito las rubianas. | ¡Ah, principito! Así, poco a poco, comprendí tu pequeña vida melancólica. Durante mucho tiempo tu única distracción fue la suavidad de las puestas de sol. Me enteré de este nuevo detalle, en la mañana del cuarto día, cuando me dijiste: Me encantan las puestas de sol. | Ó, kis herceg, lassan-lassan megértettem a te kis mélabús életedet! Hosszú időn át egyedüli szórakozásod a naplementék csendes bája volt. Életednek ezt az új részletét a negyedik nap reggelén tudtam meg, amikor így szóltál hozzám: Szeretem a naplementéket. |

## A leóni nyelv kérdése

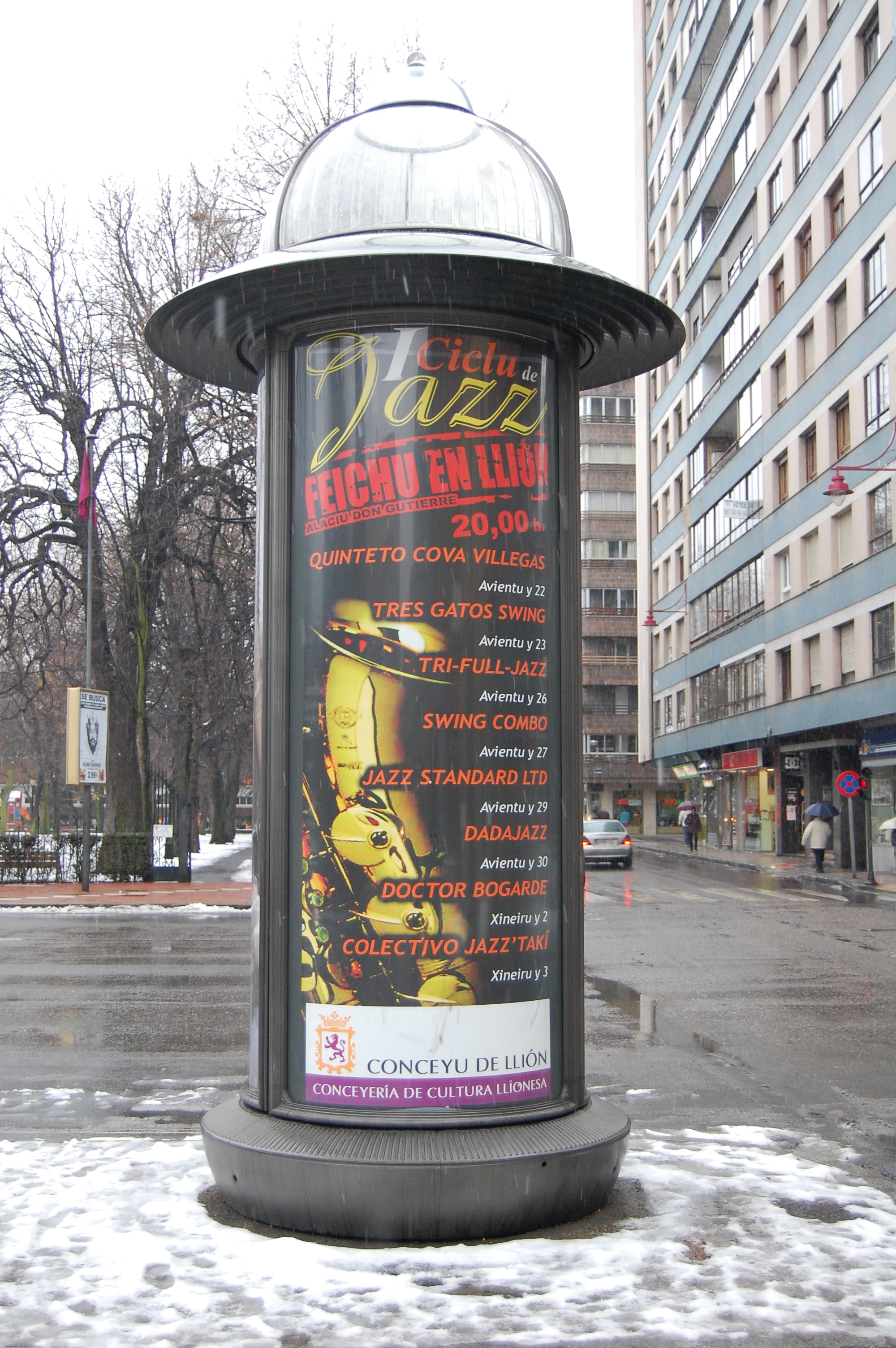
Leóni nyelvű reklámplakát egy jazz-koncertről

Szociolingvisztikai szempontból a leóni nyelv elkülönítése az auszturtól a két régió különállásának, földrajzi elhelyezkedésének és különböző identitásának eredménye. Azonban az izoglosszák nem választják el Asztúriát és Leónt, mint Asztúriát és Kasztíliát.
Kasztília és León autonóm közösségének alkotmánya védelmet biztosít a leóni nyelvnek, azonban a nyelv nem bír hivatalos státusszal a közösségben.[forrás?] Az asztúrleóni nyelv szabványszervezete, az Asztúriai Nyelvi Akadémia nem ismeri el önálló nyelvnek, hanem az asztúr nyelv részének tekinti.[forrás?]
Már felvetődött León önálló autonóm közösséggé szervezésének ötlete Kasztíliától, mely esetlegesen változást hozna a leóni nyelv kérdésében (lásd: leóni nacionalizmus).
A Leónban végzett felmérések szerint jelentőse része a megkérdezetteknek támogatja a nyelv megőrzését, viszont csak 37%-uk gondolta azt, hogy ezt hivatalos szinten is kellene. 30%-uk szerint a spanyolhoz kell a nyelvnek közelednie. A teljes lakosság ugyanakkor León autonómiája mellett van. Azok közül, akik a leóni nyelvet támogatják, döntően az aszturhoz való közeledés mellett állnak. Az intézményes népszerűsítést 83% támogatná, de csak 63%-a a megkérdezettnek lenne az iskolai oktatás mellett is.
2010. február 24-én a Spanyol Szocialista Munkáspárt helyi frakciója javaslatot terjesztett elő Kasztília és León gyűlésében, hogy ismerjék el a leóni nyelvet. A május 26-án megtartott plenáris ülésen a javaslatot a helyi parlament elfogadta, ám a kormányzat máig nem tett lépéseket az ügyben.